# Gondomar (Pontevedra)
|  | Per a altres significats sobre el municipi portuguès, vegeu «Gondomar (Portugal)». |

Gondomar és un municipi de la província de Pontevedra a Galícia. Pertany a la Comarca de Vigo.
| 7.842 | 8.219 | 9.037 | 10.009 | 12.121 |
| Fonts: INE i IGE (Els criteris de registre censal variaren i les dades de l'INE i de l'IGE poden no coincidir.) |       |       |        |        |

## Parròquies
Borreiros (San Martiño), Chaín (Santa María), Couso (San Cristovo), Donas (Santa Baia), Gondomar (San Bieito), Mañufe (San Vicente), Morgadáns (Santiago), Peitieiros (San Miguel), Vilaza (Santa María) i Vincios (Santa Mariña).

## Història
El municipi de Gondomar és ric en jaciments arqueològics. Del Paleolític han aparegut en Chan do Cereixo més de 200 útils de quarsita tallada. dòlmens com el de Chaín, petroglifs podomorfs i naviculars com el de Pedra Moura i castros com el de Xián ens indiquen que aquestes riques terres han estat testimonis d'assentaments des d'èpoques remotes.

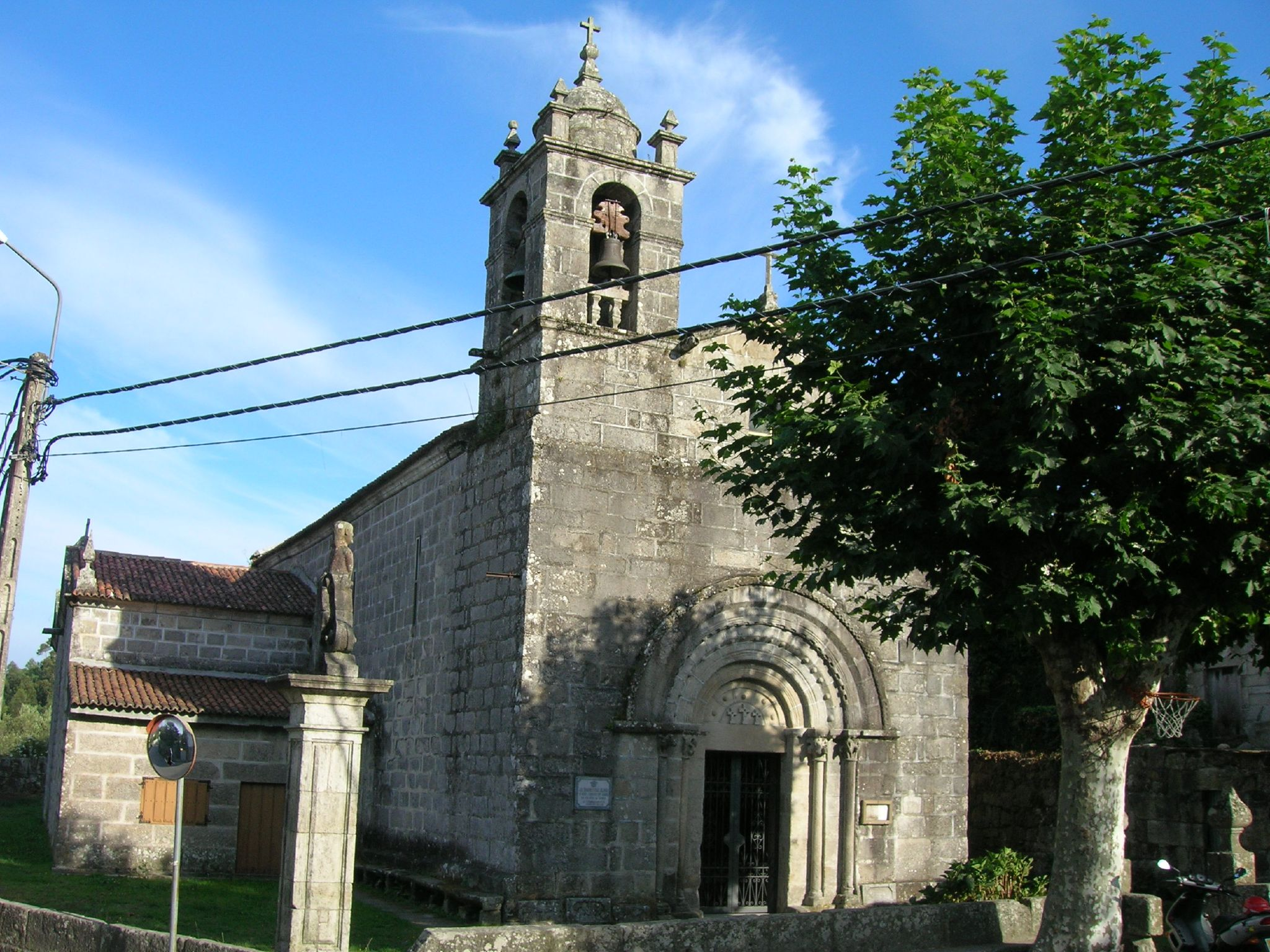
Santa Baia, Donas, Gondomar.
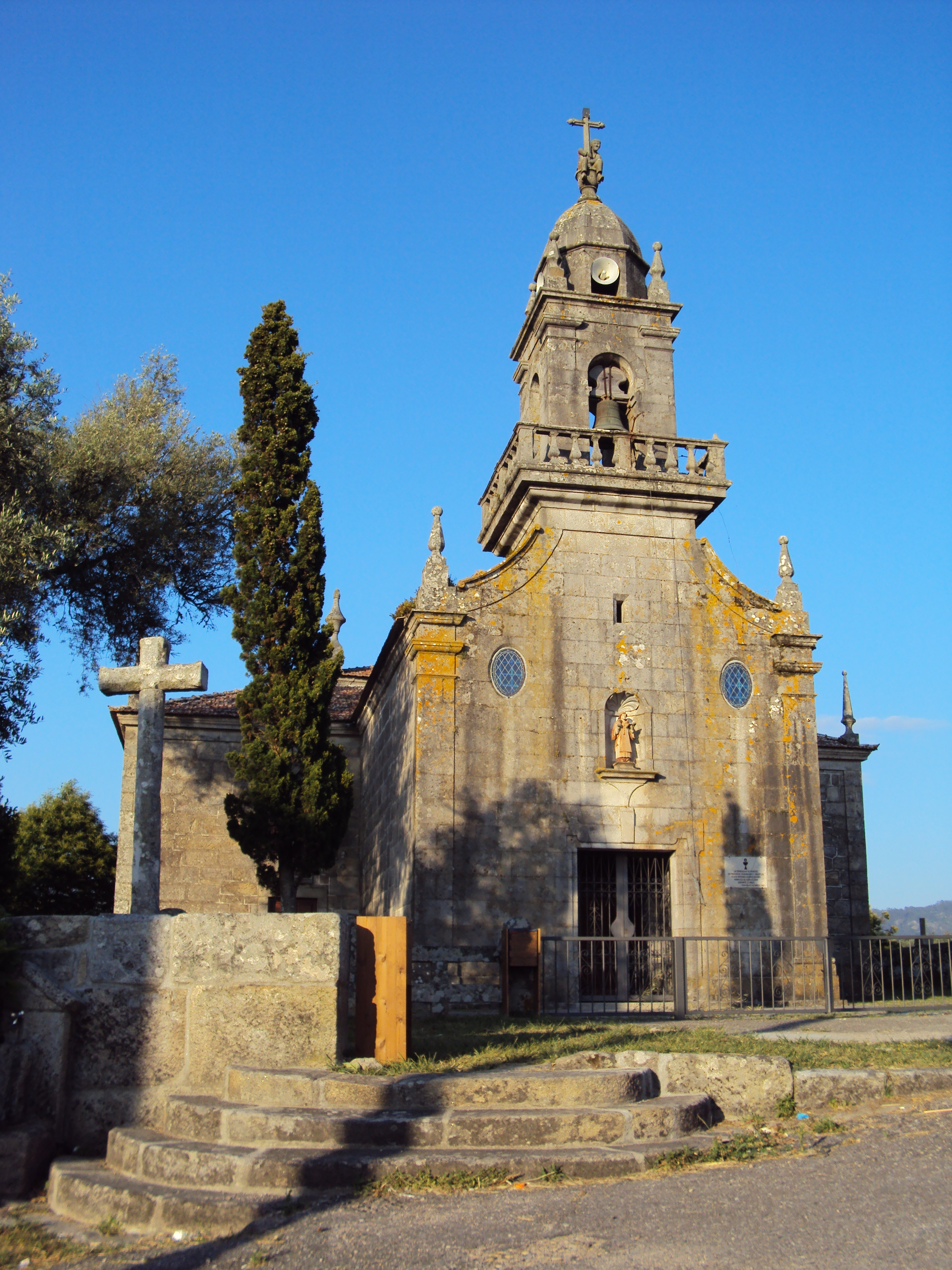
San Vicente, Mañufe, Gondomar.